# Charadrius pallidus
Charadrius pallidus là một loài chim trong họ Charadriidae.

## Hình ảnh

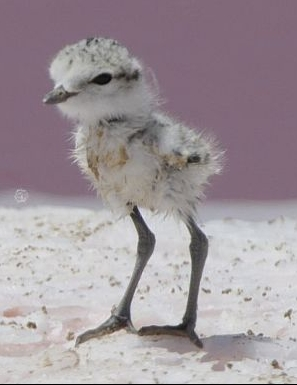
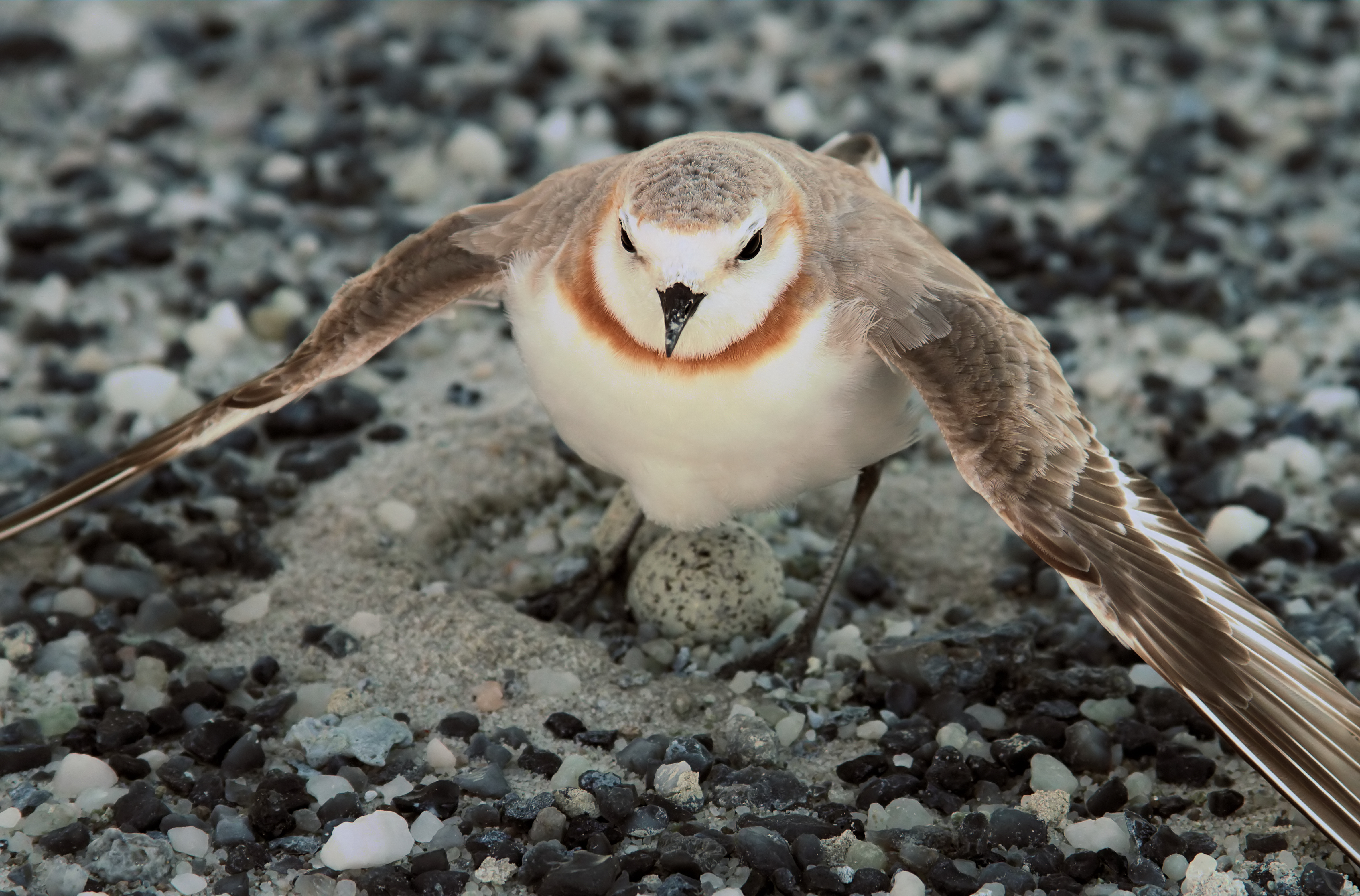